# 古斯塔夫·埃尔韦
古斯塔夫·埃尔韦（法語：Gustave Hervé，發音：[ɡystav ɛʁve]；1871年1月2日—1944年10月25日），又译爱尔威，法国政治家。起初，他是一位狂热的反军国主义者、和平主义者和社会主义者。1907年，因反军国主义出版活动被判处26个月监禁。1912年，他宣布自己追随爱国主义，转向同样狂热的极端民族主义。